# Fairfield (Ohio)
Fairfield é uma cidade localizada no estado norte-americano de Ohio, no Condado de Butler e Condado de Hamilton.

## Demografia
Segundo o censo norte-americano de 2000, a sua população era de 42.097 habitantes.
Em 2006, foi estimada uma população de 42.248, um aumento de 151 (0.4%).

## Geografia
De acordo com o United States Census Bureau tem uma área de
54,6 km², dos quais 54,4 km² cobertos por terra e 0,2 km² cobertos por água.

## Localidades na vizinhança
O diagrama seguinte representa as localidades num raio de 8 km ao redor de Fairfield.